# Rice Lake (Wisconsin)
Rice Lake é uma cidade localizada no estado norte-americano de Wisconsin, no Condado de Barron.

## Demografia
Segundo o censo norte-americano de 2000, a sua população era de 8320 habitantes.
Em 2006, foi estimada uma população de 8413, um aumento de 93 (1.1%).

## Geografia
De acordo com o United States Census Bureau tem uma área de
25,1 km², dos quais 22,4 km² cobertos por terra e 2,7 km² cobertos por água.

## Localidades na vizinhança
O diagrama seguinte representa as localidades num raio de 24 km ao redor de Rice Lake.